# Juli 2011
Dit artikel geeft een chronologisch overzicht van belangrijke gebeurtenissen per dag in de maand juli van het jaar 2011.

## Gebeurtenissen

### 2 juli
- De Tsjechische Petra Kvitová wint Wimbledon en haalt zo haar eerste grandslamtitel binnen. Kvitová verslaat de Russische Maria Sjarapova in twee sets: 6-3 en 6-4.
- Prins Albert II van Monaco trouwt met Charlene Wittstock.

### 3 juli
- Novak Đoković verslaat Rafael Nadal in de finale op Wimbledon met 6-4, 6-1, 1-6 en 6-3. Hij pakt hiermee zijn derde grandslamtitel en neemt daarnaast de eerste plek op de wereldranglijst over van de Spanjaard.

### 6 juli
- In Durban (Zuid-Afrika) wordt bekendgemaakt dat Pyeongchang de Olympische Winterspelen 2018 zal organiseren.

### 7 juli
- Bij de bouw voor uitbreiding van het stadion van de Nederlandse voetbalclub FC Twente, De Grolsch Veste, stort door een ongeluk met een hijskraan een dakdeel in. Er vallen 2 doden en 14 gewonden.
- De Codex Calixtinus wordt gestolen uit de Kathedraal van Santiago de Compostella.

### 8 juli
- Missie STS-135 met het ruimteveer Atlantis wordt gelanceerd. Het is de allerlaatste vlucht van het spaceshuttleprogramma.
- Op de Luchthaven Bangoka Internationaal van de Congolese stad Kisangani stort een Boeing 727 van de Congolese maatschappij Hewa Bora Airways neer bij de landing; 74 van de 118 inzittenden komen om het leven. Het toestel was afkomstig van de Luchthaven N'djili in de hoofdstad Kinshasa.

### 9 juli
- Het zuiden van Soedan wordt een onafhankelijk land; Zuid-Soedan.
- Tijdens de negende etappe van de Tour de France worden twee koplopers in de etappe aangereden door een auto. Een ervan is Johnny Hoogerland en valt in prikkeldraad. Hij rijdt de etappe wel uit en mag toch in de behaalde bolletjestrui.

### 10 juli
- Naar aanleiding van het recente Britse afluisterschandaal wordt de laatste editie van het 168 jaar oude weekblad News of the World gedrukt.

### 12 juli
- De planeet Neptunus zal voor het eerst sinds zijn ontdekking in 1846 een volledige omwenteling rondom de zon hebben afgelegd.

### 13 juli
- Bij drie terroristische aanslagen in Mumbai komen zeker 17 mensen om het leven.
- De film Harry Potter en de Relieken van de Dood deel 2 gaat in première.

### 14 juli
- In de Bilt wordt het langdurig regenrecord van 17 juli 1954 geëvenaard: het regent 20 uur en half aan één stuk.
- Zuid-Soedan wordt lid van de Verenigde Naties.

### 15 juli
- Na brand stort de CJ2 Datatoren in Hoogersmilde voor een gedeelte in.

### 20 juli
- De Verenigde Naties roepen twee regio's in Zuid-Somalië uit tot hongersnoodgebieden. (Lees verder)
- Goran Hadžić wordt als laatste door het Joegoslavië-tribunaal gezochte oorlogsmisdadiger opgepakt.

### 21 juli
- De zeventien leiders van de staten die lid zijn van de Economische en Monetaire Unie bereiken in Brussel een akkoord over een tweede bail-out voor Griekenland. Het land krijgt tot 2014 159 miljard euro aan extra steun, opgebracht door de landen van de Europese Unie, het Internationaal Monetair Fonds alsook banken en verzekeringsmaatschappijen.
- De Prijs voor de Democratie wordt toegekend aan De Wereld Morgen.

### 22 juli
- Bij twee aanslagen in Noorwegen vallen 77 doden; bij een autobom in Regjeringskvartalet, de regeringswijk van Oslo, vallen acht doden en ruim een uur later vallen bij een schietpartij in een jeugdkamp van de Noorse Arbeiderspartij op het eiland Utøya 69 doden.

### 23 juli
- Bij een treinongeval met twee hogesnelheidstreinen in het Chinese Wenzhou komen zeker 35 personen om. (Lees verder)

### 24 juli
- De 34-jarige Cadel Evans wint als eerste Australiër de Ronde van Frankrijk. De gebroeders Andy en Fränk Schleck vervolledigen de top 3. (Lees verder)
- Vandaag stopt de analoge televisie-uitzending in Japan.

### 25 juli
- De Vietnamese presidentsverkiezingen 2011 vinden plaats.

### 27 juli
- Zuid-Soedan wordt lid van de Afrikaanse Unie.
- 22ste Wereldjamboree voor Scouts in Rinkaby, Zweden

### 28 juli
- Minstens 57 personen komen om en 12 zijn vermist in de regio's van Seoel en Siheung in Zuid-Korea na aardverschuivingen veroorzaakt door zware regenval.

### 31 juli
- Tanks van het Syrische leger vallen de stad Hama aan, waar veel demonstraties tegen het bewind van president Bashar al-Assad geweest zijn.

## Overleden
<< · januari · februari · maart · april · mei · juni · juli · augustus · september · oktober · november · december · >>